# Eric Allen
Eric Andre Allen (San Diego, 22 novembre 1965) è un ex giocatore di football americano statunitense che ha militato nel ruolo di cornerback nella National Football League (NFL). È stato introdotto nella Pro Football Hall of Fame nel 2025.

## Carriera
Dopo avere giocato al college ad Arizona State, Allen fu scelto dai Philadelphia Eagles nel corso del secondo giro del Draft NFL 1988. Vi giocò per sette stagioni, dopo di che ne passò tre ai New Orleans Saints e le ultime quattro agli Oakland Raiders. Con gli Eagles fu un giocatore popolare della difesa soprannominata "Gang Green", giocando con altre stelle della NFL come Reggie White, Seth Joyner, Jerome Brown, Clyde Simmons, Andre Waters, Byron Evans, Mike Pitts e Wes Hopkins. Divenne l’unico giocatore della storia della NFL a ritornare tre o più intercetti in touchdown in due diverse stagioni.
Una delle giocate più memorabilia della carriera di Allen avvenne il 3 ottobre 1993, in una partita contro i New York Jets. Dopo avere perso il quarterback titolare (Randall Cunningham) per una frattura al perone all’inizio della gara, gli Eagles si trovarono in svantaggio di due punti nel finale del quarto periodo, mentre i Jets stavano macinando yard in attacco, sembrando destinati a segnare i punti finali della contesa. Il quarterback dei Jets Boomer Esiason tentò un passaggio per guadagnare un primo down dentro la linea delle 10 yard degli Eagles, quando Allen si parò davanti al ricevitore avversario sulla linea delle 6 yard. Lì intercettò il pallone e lo ritornò per 94 yard in touchdown, in quello che fu giudicato da Steve Sabol di NFL Films “il migliore intercetto della storia della NFL”.
Dopo diverse stagioni di successo senza infortuni a Philadelphia e New Orleans, Allen si ruppe un ginocchio il 15 dicembre 1998 nella gara tra Seattle Seahawks e Raiders, perdendo tutto il resto della stagione. Si riprese nel 2000, facendo registrare 6 intercetti, di cui 3 ritornati in touchdown. Si ritirò dopo la stagione 2001.

## Palmarès
- Convocazioni al Pro Bowl: 6

1989, 1991, 1992, 1993, 1994, 1995
- First-team All-Pro: 1

1989
- Second-team All-Pro: 2

1991, 1993
- PFWA All-Rookie Team -1988
- Pro Football Hall of Fame (classe del 2025)